# Psychotria tricephala
Psychotria tricephala là một loài thực vật có hoa trong họ Thiến thảo. Loài này được (Müll.Arg.) Zappi miêu tả khoa học đầu tiên năm 1998.